# غونتر ويبر
غونتر ويبر (11 يوليو 1952 - ) هو لاعب كرة قدم ألماني يلعب كمهاجم.